# 阿尔瓦罗·马丁斯·奥梅姆

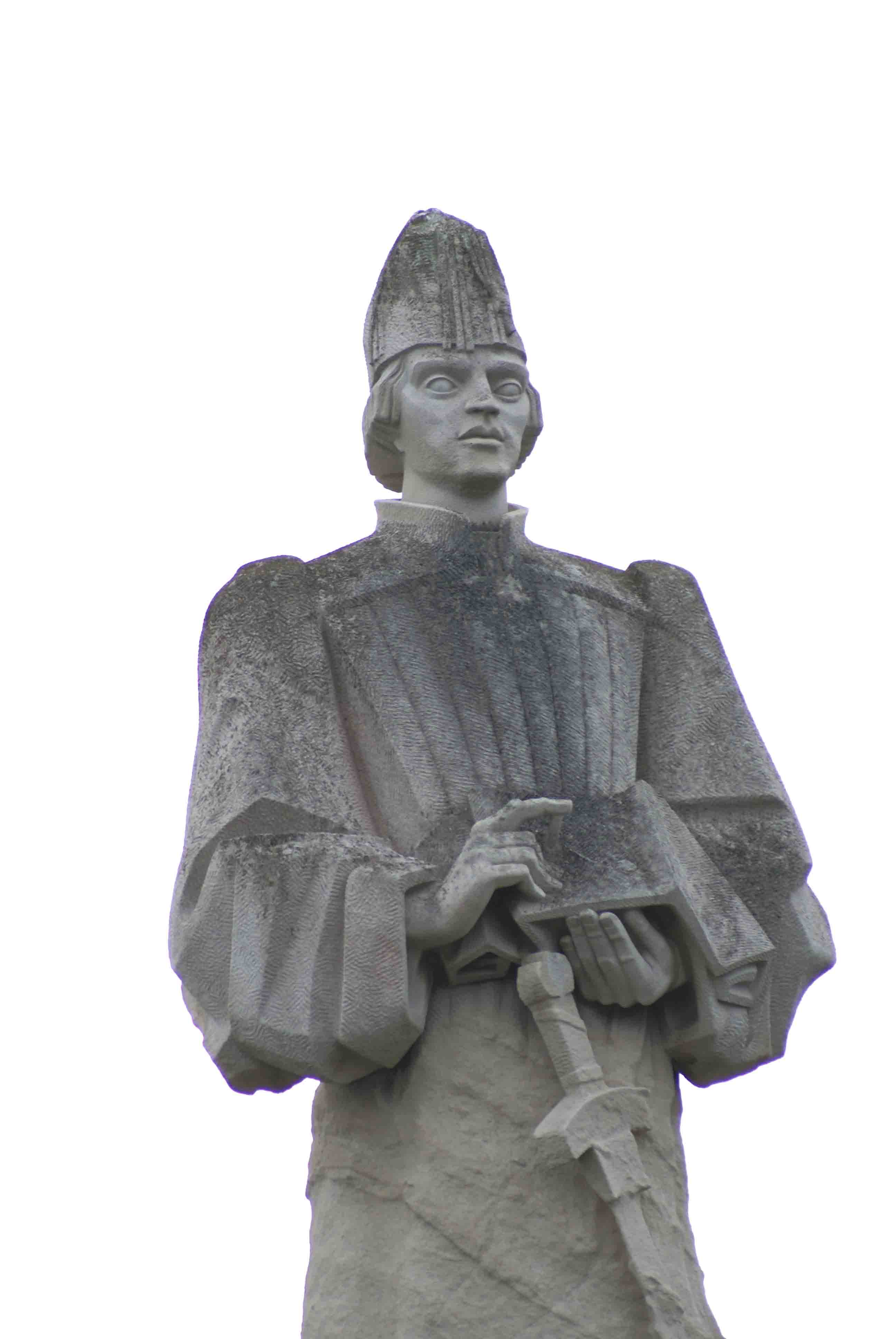
阿尔瓦罗·马丁斯的雕像

阿尔瓦罗·马丁斯·奥梅姆（葡萄牙語：Álvaro Martins Homem）是一位15世纪的葡萄牙航海家。他是亚速尔群岛中特塞拉岛的总督，也是该岛城市安格拉（现名英雄港）的建城者。
15世纪70年代时，阿尔瓦罗·马丁斯曾和若昂·瓦斯·科尔特-雷阿尔一起在斯堪的纳维亚和格陵兰岛之间的北大西洋进行探险航行，并到达了被他们命名为“鳕鱼之地”的地方（今北美洲的纽芬兰）。
1474年2月17日，阿尔瓦罗·马丁斯继佛兰德斯人雅科梅·德布鲁日之后出任特塞拉岛的殖民总督，他所效忠的维塞乌公爵、葡萄牙费尔南多王子将特塞拉岛的普拉亚镇封给了他。他的官邸名为米尼奥斯宫，目前这栋建筑在特塞拉岛被一家银行所使用，保存完好。1483年他的儿子安唐·马丁斯·奥梅姆继任其为第二任普拉亚镇总督。他的妻子是贵族马蒂姆·阿内斯·卡多索（Martim Anes Cardoso）的女儿伊涅丝·马丁斯·卡多索（Inês Martins Cardoso）。
1487-1488年，他在若昂·因凡特任船长的“圣潘塔莱昂”号上担任领航员，参加了巴尔托洛梅乌·迪亚士发现好望角的航行。